# ورزشگاه بولت آرنا
ورزشگاه بولت آرنا {{فنلاندی|Bolt Arena) یک ورزشگاه فوتبال در فنلاند است که در هلسینکی واقع شده‌است.